# Works Project Administration
Works Progress Administration (omdøbt i 1939 til Work Projects Administration; WPA) var den største New Deal instans, som beskæftigede millioner af mennesker og havde en påvirkning på næsten alle lokaliteter i De Forenede Stater, især i landområderne og i de vestlige bjergområder. Den blev oprettet efter ordre fra Franklin Delano Roosevelt og blev finansieret af Kongressen med loven Emergency Relief Appropriation Act of 1935 den 8. april 1935. (Lovgivningen var vedtaget i Repræsentanternes Hus med et flertal på 329 mod 78, men blev hængende i Senatet).
Det var en fortsættelse og udvidelse af hjælpeprogrammer i lighed med Reconstruction Finance Corporation (RFC), som var indført af Herbert Hoover og Kongressen i 1932. Under ledelse af Harry Hopkins gav WPA jobs og indkomst til de arbejdsløse under Depressionen i USA i 1930'erne. Mellem 1935 og 1943 skabte WPA næsten 8 millioner jobs. Under dette program blev der bygget mange offentlige bygninger, projekter og veje, og der blev drevet store kunst, drama, medie og læsetræningsprojekter. Det bespiste børn og fordelte mad, klæder og boliger. Næsten alle samfund i Amerika fik bygget en park, bro eller skole af WPA. Udgifterne fra 1936 til 1939 beløb sig til næsten $7 mia.
Indtil det blev stoppet af Kongressen og krigshøjkonjunkturen i 1943 udgjorde de forskellige programmer under WPA den største beskæftigelsesområde i landet – ja, den største gruppe af offentlige stillinger i de fleste stater. Enhver, som manglede et job, kunne komme i betragtning til de fleste af WPA's jobs.  Timelønnen svarede til de normale lønninger i området. Ifølge reglerne måtte arbejdere ikke arbejde mere end 30 timer om ugen, men mange projekter indebar at man var udstationeret i måneder og arbejderne arbejdede og sov på arbejdsstederne. Indtil 1940 omfattede projekterne også optræning i nye færdigheder, og projektets oprindelige lovgivning lagde stor vægt på familie, uddannelse og personlig udvikling. Fagforeningers deltagelse i WPA processer er uklar.

## Arbejderprofil profile
Omkring 15 % af forsørgerne på bistand var kvinder. Ungdomsprogrammer blev drevet separat af National Youth Administration, (NYA). Den gennemsnitlige arbejder var omkring 40 år gammel (omkring det samme som den gennemsnitlige forsørger på bistand).
WPA afspejlede den dengang kraftige tro på at ægtemænd og hustruer ikke begge skulle være på arbejdsmarkedet (fordi de ville fjerne et job fra en forsørger). En undersøgelse af 2.000 kvindelige arbejdere i Philadelphia viste at 90 % var gift, men kun i 15 % af tilfældene boede de sammen med deres ægtefæller. Kun 2 % af ægtemændene var privatansatte. "Alle disse [2.000] kvinder," fremgik det, "havde ansvar for fra en til fem yderligere personer i husholdningen." I landområderne i Missouri var 60 % af de WPA-beskæftigede kvinder uden ægtemænd (12 % var ugifte; 25 % enker og 23 % skilt, separeret eller forladt.) Der var således kun 40 % som var gift og boede med deres ægtemænd, men 59 % af ægtemændene var permanent uarbejdsdygtige, 17 % midlertidigt uarbejdsdygtige, 13 % var for gamle til at arbejde og de resterende 10 % var enten arbejdsløse eller handicappede. Der var i gennemsnit gået fem år siden ægtemandens seneste beskæftigelse indenfor hans sædvanlige fag. [Howard 283] De fleste kvinder arbejdede med syning, hvor de blev lært op i at bruge symaskiner og lave klæder, sengetøj og materialer til hospitaler og børnehjem.

## Bistand til sorte amerikanere
Andelen af FERA og WPA støtte til sorte amerikanere oversteg deres andel af befolkningen. FERA's første støtte optælling viste at over 2 mio. sorte var på støtte i begyndelsen af 1933, hvilket svarede til en andel på 17,8 %, hvilket var omtrent dobbelt så mange som hvide på støtte ((9,5 %). I 1935 var der 3.500.000 sorte mænd, kvinder og børn på bistand, næsten 30 % af den sorte befolkning, foruden 200.000 sorte voksne som arbejdede på WPA projekter. I alt var i 1938 omkring 40 % af de sorte familier enten på bistand eller beskæftiget af WPA. 
Borgerretsledere klagede i starten over at sorte amerikanere var forholdsvis underrepræsenterede. Sorte ledere baserede denne påstand på WPA's ansættelser i New Jersey: "Selv om sorte udgør mere end 20 % af statens arbejdsløse, udgjorde de 15,9 % af de som blev tildelt WPA jobs i løbet af 1937." [Howard 287] I hele USA var 15,2 % sorte i slutningen af 1937. NAACP bladet Opportunity check referencehyldede WPA: [Februar, 1939, p. 34. i Howard 295]

Det er til evig ros for de administrative ledere i WPA at diskrimination på de forskellige projekter på grund af race har været holdt på et minimum og at i næsten ethvert samfund gar negre fået en chance for at deltage i arbejdsprogrammet. I Syden, som man kunne vente det, har denne deltagelse været begrænset, og lønforskelle på baggrund af race har været indført med større eller mindre effektivitet. Men i de nordlige samfund, især i byerne, har negeren fået sine første ægte muligheder for beskæftigelse i funktionærfag.

## Beskæftigelse
Målet for WPA var at beskæftige hovedparten af de arbejdsløse på bestand indtil økonomien blev genrejst. Harry Hopkins vidnede overfor Kongressen i januar 1935 om hvorfor han satte tallet ved 3,5 mio. ved hjælp af FERA data. Med en løn på $1200 pr. arbejder pr. år bad han om, og fik, $4 billion. Mange kvinder blev beskæftiget, men det var et fåtal sammenlignet med mændene. Mange kvinder var arbejdsløse på dette tidspunkt.
 "Den 1. januar var der 20 mio. personer på bistand i De Forenede Stater. Heraf var 8.3 mio. børn under seksten år. 3,8 mio. var personer, som selv om de var mellem seksten og femogtres ikke arbejdede eller søgte arbejde. Det drejede sig om husmødre, studerende og personer med handicap. Yderligere 750.000 var personer på 65 eller ældre. Af de 20 mio. på bistand blev 12,85 mio. således ikke taget i betragtning ved anvisning af jobs. Det efterlod en rest på 7,15 mio. i aldersgruppen mellem seksten og femogtres som formentlig kunne sættes i arbejde. Heraf var 1,65 mio. landbrugere eller personer, som havde arbejde udover bistand, mens 350.000 andre, som selv om de allerede havde beskæftigelse eller søgte beskæftigelse, blev anset for arbejdsudygtige. Når man fratrak disse 2 mio. fra de 7,15 mio. blev der 5,15 mio. arbejdsløse personer mellem seksten og femogtres år som var arbejdsløse, ledte efter arbejde og var i stand til at arbejde. På grund af antagelsen om at kun en arbejder pr. familie ville få job under den foreslåede program faldt denne total med yderligere 1,6 mi0. – det vurderede antal arbejdere, som var medlemmer af familier, der omfattede to eller flere personer, der kunne beskæftiges. Der var således en netto rest på 3,55 mio. arbejdere i et tilsvarende antal husholdninger, for hvem der måtte skaffes arbejde." [Howard p 562, genfortælling af Hopkins]

WPA beskæftigede et maksimum på 3,3 mio. i november 1938. Betalingen af arbejderne var baseret på tre faktorer: Området af landet, graden af urbanisering og personens færdigheder. Den varierede fra $19 til $94 om måneden. Målet var at betale efter normallønnen i området, men med et maksimum på 30 timer om ugen.

## Understøttede projekter
De samlede udgifter til WPA projekter indtil juni 1941 udgjorde omkring $11,4 mia.
Over $4 mia. blev brugt på hovedveje, veje og gader. Over $1 mia. blev brugt på offentlige bygninger, heriblandt Dock Street Theatre i Charleston, Brightman Institute of Mental Health ved det nordlige Californiens klippekyst og Timberline Lodge på Oregons Mt. Hood. Over $1 mia. på offentligt ejede eller drevne værker og yderligere $1 mia. på velfærdsprojekter, herunder projekter om syning for kvinder, fordeling af overskudsvarer og skolefrokostordninger. Merritt Parkway broerne blev bygget som et af disse projekter. Hver af broerne er arkitektonisk enestående.

## Kritik og kammerateri
I modsætning til det ret populære Civilian Conservation Corps, havde WPA mange konservative kritikere. Et af de vigtigste kritikpunkter mod programmet var at de spildte penge på projekter, som der ikke altid var ønske om eller behov for. Funktionær-lignende WPA projekter blev især fremhævet af konservative for deres angiveligt åbenlyse venstreorienterede sociale og politiske indhold. Et kritikpunkt var at tildelingen af WPA projekter og penge ofte skete på baggrund af politiske overvejelser. Ledere i Kongressen, som var i kridthuset ved Roosevelts regering eller havde betydelig anciennitet og politisk magt hjalp ofte til med at beslutte hvilke stater og områder der fik de største bevillinger. Den mest alvorlige kritik gik på, at Roosevelt opbyggede en politisk maskine over hele landet med millioner af arbejdere.
Nogle kritikere af WPA omtalte den som "We Poke Along," "We Piddle Along" eller "We Putter Around" (vi drysser af sted, vi tisser af sted, vi tøffer af sted). Det var en sarkastisk henvisning til WPA projekter som nogle gange foregik i sneglefart da formænd på det regeringsprojekt, som var etableret for at fastholde beskæftigelsen ofte ikke have nogen tilskyndelse eller evne til at fremme arbejdernes produktivitet ved degradering eller afsked. Denne kritik skyldtes til dels WPA's tidlige praksis med at basere lønningerne på en "sikkerhedsløn", som sikrede, at arbejderne fik betaling, selv om projektet blev forsinket, ikke fungerede eller ikke blev færdigt. Andre nedværdigende henvisninger til WPA i den folkelige kultur omfatter:
- En typisk vittighed blev gentaget i Harper Lees roman fra 1960: Dræb ikke en sangfugl. Bob Ewell, den lokale dovenlars i Maycomb County, beskrives som "den eneste person, der blev fyret fra WPA for dovenskab."
- Den tidligere Dodger og Giant baseball spiller Billy Loes tilskrives dette citat: "The Mets er en god ting. De giver enhver et job. Helt ligesom WPA."

## Udvikling og afvikling
I 1940 ændrede WPA politik og begyndte faglig uddannelse af de arbejdsløse, så de kunne bruges i fabrikkerne. Tidligere havde fagforeninger nedlagt veto mod ethvert forslag om at optræne nye færdigheder. Arbejdsløsheden forsvandt i takt med at krigsproduktionen kom i gang under 2. verdenskrig, så Kongressen nedlagde WPA i slutningen af 1943.

### Forskningsstudier
- Jim Crouch, "The Works Progress Administration" Eh.Net Encyclopedia (2004) Arkiveret 28. december 2008 hos  Wayback Machine
- Hopkins, June. "The Road Not Taken: Harry Hopkins and New Deal Work Relief" Presidential Studies Quarterly Vol. 29, (1999)
- Howard; Donald S. The WPA and Federal Relief Policy (1943), detailed analysis of all major WPA programs.
- Leighninger, Robert D., Jr. "Long-Range Public Investment : The Forgotten Legacy of the New Deal" (2007), providing a context for American public works programs, and detailing major agencies of the New Deal: CCC, PWA, CWA, WPA, and TVA.
- Lindley, Betty Grimes and Ernest K. Lindley. A New Deal for Youth: The Story of the National Youth Administration (1938)
- McJimsey George T. Harry Hopkins: Ally of the Poor and Defender of Democracy (1987)
- Meriam; Lewis. Relief and Social Security The Brookings Institution. 1946. Highly detailed analysis and statistical summary of all New Deal relief programs; 900 pages
- Millett; John D. and Gladys Ogden. Administration of Federal Work Relief 1941.
- Rose, Nancy E. Put to Work (Monthly Review Press, June 1994, ISBN 0-85345-871-5)
- Singleton, Jeff. The American Dole: Unemployment Relief and the Welfare State in the Great Depression (2000)
- Smith, Jason Scott. Building New Deal Liberalism: The Political Economy of Public Works, 1933-1956 (2005)
- Williams; Edward Ainsworth. Federal Aid for Relief 1939.

## Eksterne kilder
- The Index of American Design at the National Gallery of Art
- Plakater fra WPA på Library of Congress Arkiveret 27. maj 2010 hos  Wayback Machine
- Database of WPA murals Arkiveret 5. december 2012 hos  hos Archive.is
- Guide to the WPA Oregon Federal Art Project collection at the University of Oregon
- WPA inspired Gulf Coast Civic Works Project
- WPA mural projects by noted muralist Sr. Lucia Wiley
- WPA Artist Louis Schanker
- WPA Artist Robert Tabor
- En introduktion til Employer of Last Resort Proposal fra Dollars & Sense. Indeholder adskillige billeder fra det oprindelige WPA.
- Guide til Works Progress Administration Collection on Orange County, California, 1935-1939. Særlige samlinger og arkiver på UC Irvine Libraries, Irvine, California.